# Principio di Peter
Il principio di Peter, noto anche come principio dell'incompetenza, è una tesi che riguarda le dinamiche di carriera su basi meritocratiche all'interno di organizzazioni gerarchiche; esso fu formulato nel 1970 dallo psicologo Laurence Peter.
Il principio di Peter ha avuto una notevole fortuna letteraria ed è stato tradotto in diverse lingue.

## Significato

### Postulato
Il principio di Peter descrive gli effetti dei meccanismi che governano le carriere aziendali dei lavoratori, evidenziandone i risultati paradossali; esso può essere concisamente formulato come segue:
I dipendenti che dimostrano grandi capacità nella posizione in cui sono collocati, vengono promossi ad altre posizioni sempre più alte; questa dinamica si arresta nel momento in cui raggiungono una posizione per la quale non possiedono le necessarie capacità: tale posizione è ciò che Peter intende per «livello di incompetenza», raggiunto il quale la carriera del soggetto si ferma definitivamente.

### Corollari
Dal principio di Peter discendono i seguenti corollari:

## Formulazione generale
Il principio di Peter, applicato alle organizzazioni umane, può essere considerato un caso speciale di una formulazione più generale:
La paternità di tale enunciato è dell'accademico William R. Corcoran, che lo formulò a seguito delle sue ricerche per sviluppare azioni correttive da adottare nella gestione delle centrali nucleari. Corcoran rilevò, infatti, la tendenza a utilizzare apparati, dimostratisi efficaci per un determinato lavoro, per compiti per i quali detti apparati non erano stati concepiti; a titolo di esempio, l'uso di aspirapolvere per aspirare fumi e sostanze tossiche in luogo degli appositi sistemi di aspirazione, oppure l'affidamento a impiegati amministrativi della redazione dei piani di emergenza invece di incaricare di tale compito gruppi di lavoro con competenze specifiche sul tema.
Peter applicò il medesimo principio alle strutture umane valutandone gli effetti complessivi sul funzionamento delle organizzazioni partendo dalla considerazione che, in un'azienda gerarchica, le promozioni degli impiegati sono funzione diretta delle capacità dimostrate nello svolgimento dei compiti loro assegnati. In altri termini, finché costoro si dimostrano in grado di assolvere ai compiti assegnati, essi vengono promossi al livello immediatamente superiore, nel quale devono assolvere compiti differenti. Alla fine del processo gli impiegati hanno raggiunto il proprio «livello di incompetenza», ovvero la condizione in cui non sono più in grado di svolgere i compiti assegnati e pertanto non hanno più alcuna possibilità di avanzamento, ponendo così fine alla propria carriera nell'organizzazione.
L'incompetenza non dipende dal fatto che la posizione gerarchica elevata preveda compiti più difficili di quelli che l'impiegato è in grado di svolgere bensì, più semplicemente, di natura diversa da quelli svolti in precedenza e che richiedono quindi esperienze lavorative che l'impiegato solitamente non possiede. Per esempio, un operaio tornitore che svolgesse il suo lavoro in modo eccellente potrebbe essere promosso caporeparto, posizione in cui, tuttavia, potrebbe non essere più essenziale di per sé l'abilità a manovrare il tornio quanto l'imprescindibile capacità di trattare con il personale sottoposto.
Il funzionamento del principio fu oggetto di modellizzazione matematica attraverso la quale fu dimostrata la sua validità teorica per le simulazioni. La simulazione matematica ha mostrato come un'organizzazione può aggirare gli effetti negativi del principio di Peter e guadagnare in efficacia adottando principi casuali per l'attribuzione delle promozioni. Il lavoro di Alessandro Pluchino e collaboratori ricevette il premio Ig Nobel 2010, il primo mai attribuito nel campo del management.

## Fortuna editoriale
Il saggio è stato ristampato di anno in anno negli Stati Uniti e in diversi paesi europei. Nel 2009, negli Stati Uniti è stata proposta un'edizione per il quarantennale dalla prima uscita. Laurence J. Peter ha scritto in seguito altri libri sull'argomento, che non hanno tuttavia riscosso lo stesso successo del primo volume. 

## Edizione italiana
Il principio di Peter è stato tradotto e pubblicato da Bompiani nel 1970 e riproposto da Garzanti nel 1972. Nel 2008 la casa editrice Calypso ha proposto una nuova traduzione, di Andrea Antonini, che ha tuttavia mantenuto - poiché ormai entrate nell'uso - quasi tutte le traduzioni del 1970 per quanto riguarda le categorizzazioni (come "esfoliazione gerarchica", "spinta", ecc.).